# San Llorente
San Llorente is een gemeente in de Spaanse provincie Valladolid in de regio Castilië en León met een oppervlakte van 24,91 km². San Llorente telt 124 inwoners (1 januari 2016).

## Demografische ontwikkeling
Bron: INE, 1857-2011: volkstellingen